# Paronyx setifera
Paronyx setifera är en skalbaggsart som beskrevs av Britton 1990. Paronyx setifera ingår i släktet Paronyx och familjen Melolonthidae. Inga underarter finns listade i Catalogue of Life.